# 市原市立国分寺台西中学校
市原市立国分寺台西中学校（いちはらしりつ こくぶんじだいにしちゅうがっこう）は、千葉県市原市国分寺台中央にある公立中学校。文部科学省の学校コードはC112210002262、旧学校調査番号は123920で、教育開発出版の所属中学校コードは120414。通称は国西（こくにし）、西中（にしちゅう）。

## 概要
市原市北西部の五井地区（国分寺台地区）に位置する。1987年（昭和62年）に市原市立国分寺台中学校より2年生、3年生の2学年から各4学級が分離して開校した。上総国分寺跡の台地に所在し、国分尼寺遺跡に隣接する通学区域を持つ。

## 沿革

### 年表
- 1987年（昭和62年）
  - 3月1日 - 校舎の供用開始[5]。
  - 4月1日 - 市原市立国分寺台西中学校開校[4][6][注釈 1]。

## 校則

### 校歌
校歌に関する情報は以下の通りである。
| 作詞 | 田中光雄 |
| 作曲 | 寺内昭   |

### 制服
1988年（昭和63年）の開校当初から変わっていないほか、市原市立国分寺台中学校の制服とは色違いである。また2024年（令和6年）から制服がブレザータイプに変更される。詳細は以下の通りである。
1. 冬服
  - 男子：詰襟学生服（学ラン）
  - 女子：カフスとセーラーカラーに緑色の3本ライン・胸当てに緑色の刺繍で校章が入った紺色の長袖セーラー服に緑色スカーフ、ジャンパースカート[注釈 2]。
2. 夏服
  - 男子：白いYシャツ、黒いスラックス。
  - 女子：袖とセーラーカラーに緑色の3本ライン・胸当てに緑色の刺繍で校章が入った白色の半袖セーラー服に緑色のスカーフ、スカート[注釈 2]。

### 制定鞄
- 校章が描かれたリュックサックタイプの鞄[4]。

### 制定ジャージ
- 紺色で袖にオレンジのラインが入ったジャージ。ズボンも同様[4]。
- 左胸にKokuNishiと刺繍がされている[4]。

### 制定体操服
- シャツは白色で、ジャージと同様に左胸にKokuNishiと刺繍がされている[4]。
- ズボンはジャージと同様紺色にオレンジのラインが入る[4]。

## 施設

### 敷地
敷地の詳細は以下の通りである。
- 所在地：〒290-0073　千葉県市原市国分寺台中央5丁目1番地1
- 所有者：市原市
- 敷地面積：29,992m2
- 用途地域：第一種低層住居専用地域
- 指定建蔽率：50%
- 指定容積率：100%
- 取得価格：1,185,130,000円

### 建物
敷地内の建物は以下の通りである。
| 棟番号 | 棟名称         | 構造   | 階数        | 延床面積   | 建築年 | 耐震情報 | 備考 |
| ------ | -------------- | ------ | ----------- | ---------- | ------ | -------- | ---- |
| 001    | 校舎-1         | RC造   | 地上3階建て | 3,159.00m2 | 1988年 | 新耐震   |      |
| 002    | 校舎-2         | RC造   | 地上3階建て | 1,398.00m2 | 1988年 | 新耐震   |      |
| 003    | 体育館         | RC造   | 地上1階建て | 1,012.00m2 | 1988年 | 新耐震   |      |
| 004    | 武道場         | RC造   | 地上1階建て | 681.00m2   | 1991年 | 新耐震   |      |
| 005    | 校舎-3         | RC造   | 地上3階建て | 654.00m2   | 1992年 | 新耐震   |      |
| 006    | 倉庫・物置     | 木造   | 地上1階建て | 95.00m2    | 1989年 | -        |      |
| 007    | 脱衣室・更衣室 | 木造   | 地上1階建て | 62.00m2    | 1988年 | -        |      |
| 008    | 倉庫・物置     | 鉄骨造 | 地上1階建て | 28.00m2    | 1996年 | -        |      |
| 009    | 倉庫・物置     | 木造   | 地上1階建て | 26.00m2    | 1988年 | -        |      |

## 規模
2022年（令和4年）5月1日現在、生徒数394名、学級数14（通常学級12、特別支援学級2）、教員数28名となっている。

## 諸活動

### 部活動
2016年度（平成28年）市原市民体育大会において、団体戦で同校女子バスケットボール部が優勝、男子剣道部が準優勝、個人戦では女子バドミントン(部活はない)で優勝した選手が最優秀選手に選出された。
このほか、新人体育大会においても優勝を含む3位までの数は合計で12を数えている。また、同校所属吹奏楽部は東関東マーチングコンテストにおいて3年連続で金賞を獲得している。
部活動一覧
サッカー部
男子テニス部
女子テニス部
野球部
卓球部
男子バスケットボール部
女子バスケットボール部
バレーボール部
剣道部
美術文芸部
吹奏楽部

## 年間行事
4月　入学式　新入生歓迎会
5月　体育祭　
6月　修学旅行
10月　西中祭（合唱祭）　PTAバザー

3月　三年生を送る会　卒業式

## 通学区域
以下の町丁字とその範囲を通学区域として指定している。
- 国分寺台中央2 - 7丁目の全域・1丁目の一部
- 北国分寺台1 - 5丁目の全域
- 東国分寺台５丁目の全域
- 加茂
  - 住居表示施行区域：1 - 2丁目の全域
  - 住居表示未施行区域：全域
- 根田
  - 住居表示施行区域：1 - 4丁目の全域
  - 住居表示未施行区域：一部
- 西国分寺台1 - 2丁目
- 山田橋1丁目・2丁目のそれぞれ一部
- 門前の一部

## 通学区域内施設
せんどう国分寺台店

市原市立国分寺台西小学校

## 小学校区
- 市原市立国分寺台東小学校
- 市原市立国分寺台西小学校

## 隣接中学校区
- 市原市立市原中学校
- 市原市立五井中学校
- 市原市立若葉中学校